# Exallozoon simplicissimum
Exallozoon simplicissimum is een mosdiertjessoort uit de familie van de Chaperiidae. De wetenschappelijke naam van de soort is, als Chaperia simplicissima, voor het eerst geldig gepubliceerd in 1914 door Kluge.